# Мария Валерия Австрийска
Мария Валерия Матилда Амалия Австрийска (на немски: Marie Valeri Mathilde Amalie von Österreich; * 22 април 1868, Буда, Австро-Унгария; † 6 септември 1924, Виена, Първа австрийска република) от династията Хабсбург-Лотаринги, е ерцхерцогиня от Австрия.

## Произход
Ерцхерцогиня Мария Валерия е родена в семейството на император Франц Йосиф I от Австрия и на съпругата му, херцогиня Елизабет Баварска (Сиси). Има по-голяма сестра, ерцхерцогиня Гизела, и по-голям брат, престолонаследникът принц Рудолф. Нейният най-голяма сестра, ерцхерцогиня София, вече е починала. Майка й е особено привързана към Мария Валерия, която се ражда десет години след третото дете на императорската двойка и на което е позволено да бъде отгледана от Елизабет (първите й три деца са отнети от майката в ранна детска възраст и са отгледани от свекърва й и нейна леля, ерцхерцогиня София). Самата София пише на сестра си херцогиня Лудовика Баварска – майка на Елизабет, , че „Сиси е напълно погълната от любовта и грижата си за това неустоимо малко ангелче“.

## Биография

### Ранни години
Тя е любимото дете на майка си и е язвително наричана от някои придворни „die Einzige“ („единствената“), защото Елизабет обръща много повече внимание на нея, отколкото на братята и сестрите й. Тя обича майка си, но според нейните дневници се чувства често смутена и съкрушена от концентрацията на внимание върху нея, особено понеже е скромна и практична. Друг от прякорите на Мария Валерия е „унгарското дете“, тъй като раждането й е отстъпка от страна на Елизабет, която не харесва физическата близост и бременността, в замяна на съглашението на Франц Йосиф с Унгария, нейната най-облагодетелствана част от империята. Този процес кулминира в съвместната им коронация в Буда на 8 юни 1867 г. като крал и кралица на Унгария. Мария Валерия се ражда малко повече от девет месеца по-късно.
Елизабет съзнателно избира Унгария за родно място на детето си; нито едно кралско дете не се е раждало в Унгария от векове. При раждането на момче то е щяло да бъде кръстено Стефан на канонизирания крал и покровител на Унгария. Според историка Бригите Хаман момче, родено от кралицата на Унгария в замъка в Будапеща, е щяло да повдигне възможността някой ден то да стане негов крал, отделяйки Унгария от Австрийската империя. Поради това във виенския двор има всеобщо облекчение, че се ражда момиче.
Започват да се разпространяват злонамерени слухове, че Валерия всъщност е дъщеря на приятеля и почитател на Елизабет граф Дюла Андраши, унгарския министър-председател. Те продължават в детството на Валери, наранявайки я дълбоко. Въпреки това тя физически прилича на баща си Франц Йосиф повече от всичките си братя и сестри, и още повече, когато порастваа, и в крайна сметка слуховете спират. Поради атмосферата, която създават, Валерия развива антипатия за цял живот към всичко, свързано с Унгария, изострена от настояването на Елизабет да говори с нея само на унгарски. Тя се радва, когато получава разрешение да говори на немски с баща си, когото боготвори. Освен това тя говори английски, френски и италиански свободно. Обича да пише пиеси и стихове и е талантлива художничка любителка, която особено обича да рисува цветя. Тя е голяма поддръжница на Императорския театър във Виена и посещава неговите продукции възможно най-често.

### Брак
В Бад Ишъл на 31 юли 1890 г. Мария Валерия се омъжва за своя трети братовчед ерцхерцог Франц Салватор Австрийски-Тоскански. Те се запознават през 1886 г. на бал, но Валерия изчаква няколко години, за да се увери, че чувствата й към него са достатъчно силни за успешен брак. Мнозина в двора се надяват, че тя ще се омъжи за някого като престолонаследника на Саксония Фридрих Август, кралския принц на Португалия Карлуш I или принц Алфонс Баварски докато е ухажвана от него. Въпреки това императрица Елизабет заявява, че на Валерия ще й бъде позволено да се омъжи дори за коминочистач, ако пожелае (за разлика от другите й деца, които и двете трябва да сключат династични бракове). Валерия избира Франц Салватор, сравнително второстепенен принц от тосканския клон на австрийското императорско семейство, който не може да предложи голямо богатство, а Елизабет, както е обещала, подкрепя любимата си дъщеря. Това предизвиква дълбок разрив между Валерия и нейните братя и сестри за известно време, но в крайна сметка Рудолф се помирява с нея, когато Валерия и Франц се сгодяват на Коледа 1888 г. Въпреки това отношенията между Валерия и съпругата на Рудолф, принцеса Стефани Белгийска, остават студени дори след смъртта на Рудолф.
Тържественият отказ на Валерия от правата й върху австрийския трон,  необходим за сключването на брака й, се състои на 16 юли 1890 г. във Вила „Хермес“. Следва празничната сватба в енорийската църква на Бад Ишъл на 31 юли. Церемонията е водена от епископа на Линц Франц Мария Допелбауер. След това младоженците отиват на меден месец в Италия, Швейцария и Бавария. Имат 10 деца.

### По-нататъшен живот
Първоначално Мария Валерия и Франц живеят в замъка Лихтенег. Въпреки това на 11 юни 1895 г. двойката закупува замъка Валзее на Дунав от тогавашния му собственик Алфред, херцог на Сакс-Кобург и Гота, и го реновира напълно. Когато ремонтът приключва, на 4 септември 1897 г. се състои церемония, отбелязваща преместването им в новия дворец. Има голямо празнуване на събитието във Валзее поради популярността на Мария Валерия. И след брака си тя остава в близък контакт със застаряващия си баща, който високо оценява неформалната атмосфера в семейството й.
Тя е известна и обичана заради щедрото си участие в местни благотворителни инициативи. През 1900 г. става патрон на Червения кръст, за който основава болници и събира значителни суми пари; тя също така е патрон на седем други благотворителни организации. По време на Първата световна война създава болнични бараки в самия замък и помага за грижите за ранените. Тя е ревностна католичка, която също прекарва много време в подкрепа на религиозни благотворителни организации, и е известна на хората като „Ангелът от Валдзее“. Тя също е дама на Ордена на звездния кръст.
Мярия Валерия е силно засегната от самоубийството на брат й Рудолф на 30 януари 1889 г. и от убийството на майка й Елизабет през септември 1898 г. Тя и сестра й Гизела са голяма подкрепа за баща си след тези трагедии. Заедно с придворните дами на Елизабет Мария Валерия подрежда и литературното наследство на майка си, нейните писма и кореспонденция. В дневника си отбеляза, че отношенията и отчуждението на родителите й са се подобрили едва през последните няколко години от живота на майка й. Освен това чувства, че грижата за застаряващия й баща, император Франц Йосиф, е нещо като „изпитание“.
Докато бракът на Валери и Франц в началото е хармоничен, с времето се влошава. Франц има много афери, включително с танцьорката Стефани фон Хоенлое-Валденбург-Шилингсфюрст, която по-късно е известна като „принцесата шпионка на Хитлер“ заради шпионската си дейност преди и по време на Втората световна война. През 1914 г. тя дори ражда син (Франц Йозеф фон Хоенлое-Шилингсфюрст) от него, когото той припознава, докато Валерия е още жива. Мария Валерия понася стоически тези удари, като се доверява само на дневника си.
След края на Първата световна война тя официално признава края на Хабсбургската монархия и подписва документи, с които се отказва от всички права за себе си и своите потомци. Отказът й позволява да запази дома и имуществото си.

### Смърт
56-годишната Мария Валерия умира от лимфома в замъка Валзее на 6 септември 1924 г. Малко преди смъртта й сестра й Гизела пише в писмо: „Трябва да добавя, че видях Валерия в пълно съзнание, напълно наясно със състоянието си и толкова предано приемаща, дори радостно очакваща предстоящото си заминаване, че вярвам, че  неочаквано възстановяване всъщност ще я разочарова." Погребана е зад главния олтар на енорийската църква във Валзее-Зинделбург. Няколко хиляди души следват ковчега й до лобното й място. На 28 април 1934 г., десет години след смъртта й, съпругът й Франц се жени морганатично за фрайин Мелани фон Ризенфелс.

## Наследство
Мостът „Мария Валерия“, свързващ унгарския град Естергом и словашкия град Щурово (тогава Паркани) през река Дунав, е открит през 1895 г.

## Брак и потомство
∞ 31 юли 1890 г. в Бад Ишъл за третия си братовчед ерцхерцог Франц Салватор Австрийски-Тоскански (1839 – 1892), син на ерцхерцог Карл Салватор Австрийски-Тоскански и принцеса Мария Имакулата Неаполитанска-Сицилианска, от когото има четирима сина и шест дъщери:
- Елизабет Франциска Мария Каролина Игнация Австрийска-Тосканска (27 януари 1892, Виена – 29 януари 1930, замък Зиргенщайн), ∞ 19 септември 1912 за граф Георг фон Валдбург цу Зайл Хохенемс (1878 – 1955), от когото има един син и три дъщери
- Франц Карл Салватор Мария Йосиф Игнат Австрийски-Тоскански (17 февруари 1893, замък Лихтенег, Велс – 12 декември 1918, Валзее), неженен и бездетен
- Хуберт Салватор Райнер Мария Йосиф Ингат Австрийски-Тоскански (30 април 1894, замък Лихтенег, Велс – 24 март 1971, замък Перзенбойг, Перзенбойг-Готсдорф), ∞ 25 ноември 1926 за принцеса Розмари Фредерике цу Салм-Салм (1904 – 2001), от която има пет сина и осем дъщери
- Хедвига Мария Имакулата Михаела Игнация Австрийска-Тоскански (24 септември 1896, Бад Ишъл – 1 ноември 1970, Хал ин Тирол), ∞ 24 април 1918 в замъка Валзее за граф Бернхард фон Щолберг-Щолберг (1881 – 1952), от когото има пет сина и четири дъщери
- Теодор Салватор Австрийски-Тоскански ь(9 октомври 1899 – 8 април 1978), ∞ 28 юли 1926 за принцеса Мария Терезия фон Валдбург-Зайл-Траухбург (1901 – 1967), от която има двама сина и две дъщери
- Гертруд Мария Гизела Игнация Австрийска-Тосканска (19 ноември 1900, замък Валзее – 20 декември 1942, Равенсбург), ∞ 29 декември 1931 за граф Георг фон Валдбург-Зайл-Хонехемс (1878 – 1955), от когото има син и дъщеря
- Мария Елизабет Австрийска-Тосканска (19 ноември 1901, замък Валзее – 29 декември 1936, Инсбрук), неомъжена и бездетна
- Клеменс Салватор Австрийски-Тоскански (6 октомври 1904, замък Валзее – 20 август 1974, Зацбург), ∞ 20 февруари 1930 за графиня Елизабет Ресегийе дьо Мирмон (1906 – 2000), от която има седем сина и две дъщери с фамилия „Алтенбург“
- Матилда Мария Антония Игнация Австрийска-Тосканска (9 август 1906 – 18 октомври 1991), ∞ 9 април 1947 за Ернст Хефел (1888 – 1974), от когото няма деца
- Агнес Австрийска-Тосканска (26 юни 1911 – 26 юни 1911)

- Мария Валерия с нейния съпруг Франц Салватор
- ерцхерцогини Елизабет Франциска и Хедвига Мария, дъщери
- ерцхерцог Франц Карл Салватор, син
- ерцхерцог Хуберт Салватор, син
- ерцхерцогиня Гертруд Мария, дъщеря